# Kanton Les Abymes-2
Der Kanton Les Abymes-2 ist ein französischer Wahlkreis im Übersee-Département Guadeloupe. Er umfasst einen Teil der Gemeinde Les Abymes. 